# 문산동초등학교
문산동초등학교는 대한민국 경기도 파주시에 있는 공립 초등학교이다.

## 학교 연혁
- 1969. 03. 01 문산동국민학교로 설립 인가
- 1970. 01. 28 제1회 졸업식 거행
- 1981. 03. 09 병설 유치원 개원
- 1996. 03. 01 문산동초등학교로 개명
- 2001. 07. 02 특수학급 1학급 설치
- 2012. 03. 01 제13대 현병화 교장 취임
- 2015. 02. 13 제46회 졸업식(졸업생 총 129명)
- 2015. 03. 01 문산동초등학교 27학급(도움반1학급) 편성